# Oedemaperla
Oedemaperla is een geslacht van steenvliegen uit de familie Gripopterygidae. De wetenschappelijke naam van het geslacht is voor het eerst geldig gepubliceerd in 2017 door Mynott, Suter en Theischinger.

## Soorten
- Oedemaperla cardaleae (Theischinger, 1982)
  - = Dinotoperla cardaleae Theischinger, 1982
- Oedemaperla shackletoni Mynott, Suter & Theischinger, 2017